# Eugen Wagner (Politiker)

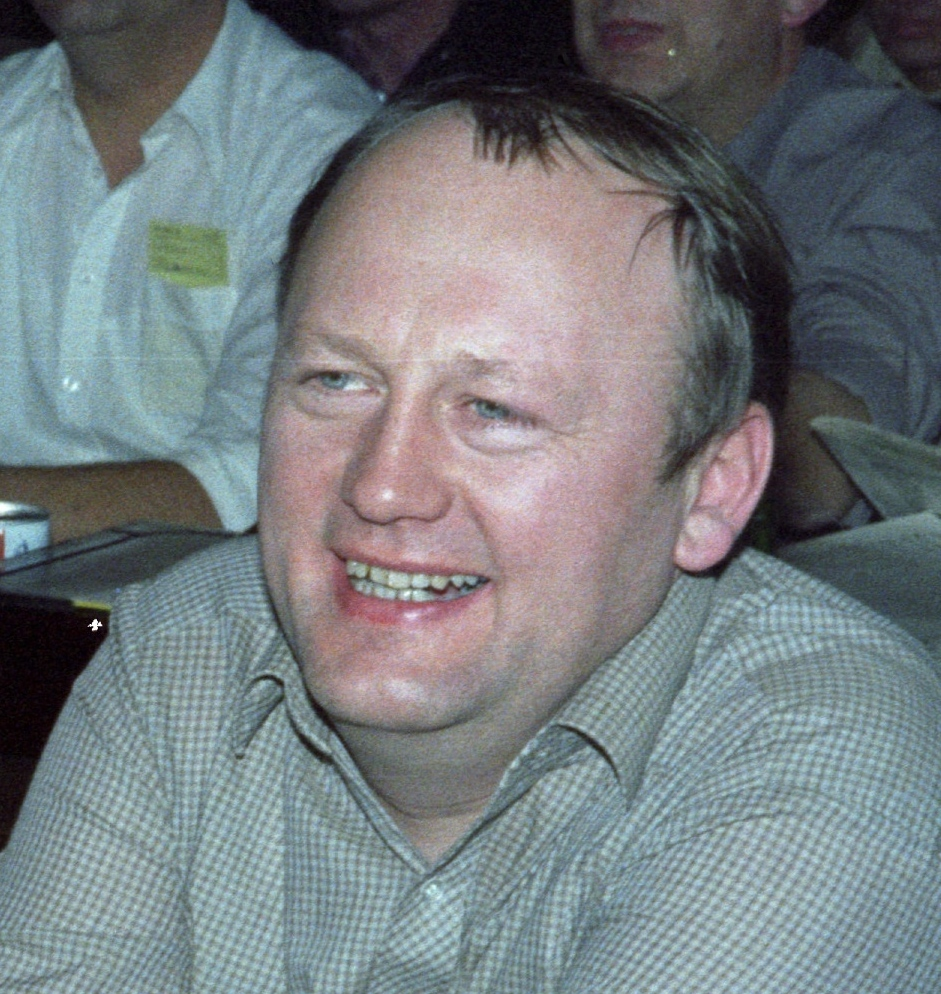
Eugen Wagner, 1982

Eugen Wagner (* 4. Februar 1942 in Hamburg; † 7. August 2025) war ein deutscher Politiker (SPD). Er war langjähriger Senator in Hamburg.

## Leben
Nach dem Realschulabschluss absolvierte Wagner eine Ausbildung zum Reedereikaufmann. Daran schloss sich eine zweijährige Dienstzeit bei der Bundeswehr an. Ab 1965 stieg er zum Leiter der Verteilung der Hamburger BASF-Tochter Farben + Faser AG auf. Er war Mitglied der damaligen IG Chemie und Vorsitzender des Betriebsrates der BASF Farben + Faser AG.
Eugen Wagner trat 1961 der SPD bei. Er war viele Jahre Vorsitzender des Kreisverbandes Hamburg-Mitte und 1970 bis 1978 Bezirksabgeordneter der Bezirksversammlung Hamburg-Mitte. Mitglied der Bürgerschaft der Freien und Hansestadt Hamburg war er von Juni 1978 bis März 2004, wobei er 1982/83 stellvertretender Fraktionsvorsitzender war. Während seiner Amtszeit als Senator ruhte sein Mandat nach den Bestimmungen der Hamburger Verfassung.
Wagner war von Februar 1983, ab dem Senat von Dohnanyi II, bis Oktober 2001 Mitglied des Hamburger Senats und Präses der damaligen Bau- und Verkehrsbehörde. Wegen der verlorenen Bürgerschaftswahl in Hamburg 2001 musste er seinen Posten an Mario Mettbach von der Partei Rechtsstaatlicher Offensive abgeben.
Mit seinen 19 Amtsjahren – somit dienstältester Hamburger Senator – und seiner „robusten“ Art, Politik zu betreiben, hatte er den Spitznamen Beton-Eugen.

## Privates
Wagner war verheiratet und hatte eine Tochter sowie zwei Söhne, darunter Hauke Wagner, der 2012 Landesvorsitzender der Hamburger Jungsozialisten und von 2015 bis 2020 Abgeordneter in der Hamburgischen Bürgerschaft war.
Eugen Wagner starb im August 2025 im Alter von 83 Jahren. Seine letzte Ruhestätte erhielt auf dem Neuen Friedhof im Hamburger Stadtteil Finkenwerder.